# Kino der Attraktionen
Das Kino der Attraktionen, selten auch Attraktionskino, beschreibt vor allem die Anfangsphase des Kinos bis etwa 1907.

## Zweck
Damals ging es den Filmemachern vor allem um die Inszenierung eines Spektakels, die Handlung wurde dem untergeordnet. Man sah das Potenzial dieser neuen Kunst des Filmens in erster Linie darin, Bilder sichtbar zu machen. Diese Nutzbarmachung des Visuellen, dieser Akt des Zeigens und Vorführens sind die deutlichsten Kennzeichen des Attraktionskinos. Die Zurschaustellung hatte Vorrang gegenüber dem narrativen Aspekt. In der frühen Filmproduktion ging es nicht darum eine Geschichte zu erzählen oder eine neue in sich diegetische Welt zu kreieren, sondern man zeigte in erster Linie Tatsachenreportagen. Wie die Gebrüder Lumière wollte man durch Reisefilme und Aktualitäten dem Publikum die Welt nahebringen.

## Bezug zum Zuschauer
Wesentlich dabei waren auch der Bezug zum Zuschauer und der direkte Reiz. Die Zuschauer fühlten sich direkt vom Spektakel angesprochen. Die Darsteller blickten immer wieder direkt in die Kamera (später wurde dies verbannt, da es die Illusion einer in sich geschlossenen Welt zerstört). Damals diente es der Kontaktaufnahme mit dem Publikum. Es will seine Sichtbarkeit zur Schau stellen und keine fiktive Welt sein. Komiker schneiden für die Kamera beispielsweise Grimassen, Magier verbeugen sich, eine Frau legt einen erotischen Auftritt hin, zwinkert und grinst dem Publikum dabei zu usw. Im Theater existiert dafür der Begriff des Durchbrechen der vierten Wand und ist stellenweise ein beliebtes Stilmittel.

## Kinovorführer
Ein weiteres Kennzeichen für das damalige Kino der Attraktionen waren Kinovorführer. Diese boten diverse Zusatzleistungen an wie etwa Geräuscheffekte und eingesprochene Kommentare. So gab es auch wahre Vorführerlebnisse, die an die Attraktionen eines Rummelplatzes erinnerten. Das Vorführen der Filme selbst stellte damals schon eine Attraktion dar. Man bestaunte vor allem die dort gezeigten Maschinen und weniger die Filme. So lockte man auch auf den Werbeplakaten nicht mit den Filmtiteln, sondern mit den Namen der Projektionsmaschinen, beispielsweise der Cinématograph der Biograph. So machten auch alleine kinematographische Manipulationen wie Zeitlupe, Rückwärtslauf etc. das Reizvolle und Interessante aus. Der Effekt der Vergrößerung, die Nahaufnahme, wurde nicht zur szenischen Interpunktion verwendet, sondern war eine Attraktion an und für sich.

## Erzählen von Geschichten
Man wollte durch das Kino der Attraktionen die visuelle Neugier der Menschen wecken und mittels eines aufregenden Spektakels Vergnügen bereiten, ob fiktiv oder dokumentarisch.
Beim Kino der Attraktionen ging es also vor allem um die Fähigkeit etwas zu zeigen, im Gegensatz zum erzählerischen Kino. Dieses entwickelte sich ab 1907 und nahm sich deutlich das herkömmliche Theater zum Vorbild. Ab diesem Zeitpunkt ging es in erster Linie um das Erzählen von Geschichten und um die Erschaffung einer fiktiven Welt. Der Blick in die Kamera wurde tabu und der Schwerpunkt wanderte zu Elementen des dramatischen Ausdrucks und zu Einblicken in die Psychologie von Figuren.

## Narration
Die Begeisterung am Geschichtenerzählen und das Konzept des Zeigens müssen einander jedoch nicht ausschließen. Das Element der Attraktion ist nicht verschwunden, sondern wird unter der Decke der Narration wirksam. Das Attraktionskino ist also nicht als Gegenpart zum Erzählkino anzusehen. Beides lässt sich auch miteinander vereinbaren.